# Сулаймонов, Негмат
Негмат Сулаймонов — советский хозяйственный, государственный и политический деятель.

## Биография
Родился в 1931 году в кишлаке Сангтуда. Член КПСС с 1951 года.
С 1942 года — на хозяйственной, общественной и политической работе. В 1942—1991 гг. — колхозник колхоза «Пахтакор» Курган-Тюбинского района, учитель семилетней школы им. Андреева в Курган-Тюбинском районе, второй секретарь Курган-Тюбинского горкома ЛКСМ Таджикистана, военнослужащий Советской Армии, секретарь первичной партийной организации Заргарской МТС Курган-Тюбинского района, инструктор Курган-Тюбинского горкома КП Таджикистана, заместитель председателя колхоза им. Горького Курган-Тюбинского района, инструктор Курган-Тюбинского горкома КП Таджикистана, заместитель секретаря парткома КП Таджикистана по Курган-Тюбинского производственно колхозно-совхозному управлению, секретарь Вахшского райкома КП Таджикистана, председатель исполкома Вахшского райсовета депутатов трудящихся Таджикской ССР, первый секретарь Восейского райкома КП Таджикистана, председатель Кулябского областного производственного объединения по агрохимическому обслуживанию сельского хозяйства «Сельхозхимия».
Избирался депутатом Верховного Совета Таджикской ССР 9-го и 10-го созывов.
Жил в Таджикистане.